# Tongariro
Tongariro je v současnosti neaktivní stratovulkán, nacházející se na novozélandském Severním ostrově, asi 20 km severovýchodně od vulkánu Ruapehu a přibližně 20 kilometrů jižně od jezera Taupo. Společně s Ruapehu a Ngauruhoe je Tongariro součástí nejstaršího národního parku na Novém Zélandu. Národní park Tongariro byl vyhlášen v roce 1894, od roku 1990 je součástí Světového dědictví UNESCO.
Sopka je tvořena převážně andezity. Je historicky jednou z nejaktivnějších sopek na ostrově. Svou činnost začala před 275 000 let a jen ve 20. století proběhlo 45 erupcí. Centrem erupcí je nejmladší vulkanické centrum sopky zvané Ngauruhoe. Poslední z erupcí se odehrála v létě roku 1977. V okolí sopky byly natáčeny části trilogie Pán prstenů.